# U-20ラグビーカナダ代表
U-20ラグビーカナダ代表（英語: Canada national under-20 rugby union team）は、20歳以下の選手で構成されるラグビーカナダ代表チームである。
ワールドラグビーU20トロフィーなどに出場している。

## 歴史
2008年、初年度のIRBジュニア世界選手権(現・ワールドラグビーU20チャンピオンシップ)に在籍するも、2009年、日本開催のIRBジュニア世界選手権で14位に終わりワールドラグビーU20トロフィーへ降格。それ以降、ワールドラグビーU20チャンピオンシップから遠ざかっている。

## タイトル
- ワールドラグビーU20トロフィー
2位・2回 (2013年, 2015年)

## 成績

### ワールドラグビーU20チャンピオンシップ
- 2008年 - 12位
- 2009年 - 14位(U20トロフィーへ降格)

### ワールドラグビーU20トロフィー
- 2010年 - 6位
- 2011年 - 5位
- 2012年 - 6位
- 2013年 - 2位
- 2014年 - 7位
- 2015年 - 2位
- 2017年 - 7位
- 2018年 - 7位
- 2019年 - 5位